# Gareth Malone
Gareth Edmund Malone OBE (* 9. November 1975 in London) ist ein britischer Chorleiter und Showmaster.

## Biografie
Gareth Malone stammt aus einer musikalischen Familie und während seiner Schulzeit sang er in Chören, bei Schulaufführungen und anderen Gelegenheiten. Danach studierte er aber erst einmal Schauspiel an der Universität von East Anglia, bevor er eine Gesangsausbildung an der Londoner Royal Academy of Music folgen ließ. Danach arbeitete er für das London Symphony Orchestra.
2005 wurde er für eine Reality-Serie im Fernsehen über Auswahl und Ausbildung von Chorschülern gewonnen. In The Choir bildete er aus begabten Chorneulingen eine Gesangsgruppe, die  im Jahr darauf bei der 4. Chorolympiade in China teilnahm. Die Serie war sehr erfolgreich und gewann einen BAFTA-Fernsehpreis. Zwei Fortsetzungen des Formats, The Choir: Boys Don’t Sing und The Choir: Unsung Town, und Auftritte in anderen Sendungen machten Malone zu einer bekannten Fernsehpersönlichkeit.
Im Jahr 2011 folgte The Choir: Military Wives mit Angehörigen von Soldaten der britischen Armee. Der daraus hervorgegangene Chor der Military Wives gewann am Jahresende mit dem Lied Wherever You Are den Wettlauf um die Weihnachts-Nummer-eins. Der Chor blieb auch danach erfolgreich und veröffentlichte noch mehrere Chartalben.
Nach einer weiteren britischen Show mit dem Titel Sing While You Work folgte 2013 ein Ableger der Choir-Serie in den USA als It Takes a Choir. Von April bis Oktober leitete er das Projekt Voices, ein klassischer Chor, der moderne Lieder umsetzte. Ein anschließend aufgenommenes Album brachte es im November in die Charts. Im Jahr darauf ging er mit Voices auf Tour und setzte das Konzept auch mit einem Prominentenchor um. Gareth Malone’s All Star Choir hatte im November 2014 mit Wake Me Up von Avicii einen Nummer-eins-Hit. Es war eine Benefizaktion für Children in Need. 
2016 nahm Malone für die Invictus Games, die internationalen Kriegsversehrtenspiele, die Hymne Flesh and Blood auf. Danach zog er durchs Land und nahm ein Weihnachtsalbum mit Gemeindechören und lokalen Musikgruppen auf. A Great British Christmas kam ebenfalls in die Charts. Im Jahr darauf arbeitete er mit den Opfern des Brandes des Grenfell Tower zusammen. Nach einer Auszeit und einer für ihn persönlich schwierigen Zeit verarbeitete er seine Erfahrungen 2019 in seinem dritten Album Music for Healing. 
2020 machte die Corona-Pandemie die normale Chorarbeit unmöglich. Er nahm sich die Internetvideos von Leuten zum Vorbild, die in Italien täglich für die Ärzte und Krankenschwestern sangen und rief den Great British Home Chorus ins Leben. Ebenfalls im Internet sammelte er Stimmen, die You Are My Sunshine von Johnny Cash sangen. Mit musikalischer Unterstützung von Musikern des London Symphony Orchestras stellte er daraus eine Single zusammen, die im August des Jahres ein weiterer Charterfolg wurde.

## Diskografie
Alben
- Voices (2013)
- A Great British Christmas (2016)
- Music for Healing (2019)

Lieder
- Wherever You Are (mit den Military Wives, 2011)
- Stronger Together (mit den Military Wives, 2012)
- Wake Me Up (Gareth Malone’s All Star Choir, 2014)
- Flesh and Blood (mit dem Invictus Games Choir, 2016)
- You Are My Sunshine (Gareth Malone’s Great British Home Chorus, 2020)